# Laszcziwka
Laszcziwka (ukr. Лящівка) – wieś na Ukrainie, w obwodzie czerkaskim, w rejonie złotonoskim, w hromadzie Irklijiw. W 2001 liczyła 1281 mieszkańców, spośród których 1257 wskazało jako ojczysty język ukraiński, 16 rosyjski, 6 ormiański, a 2 inny.